# Carmen Santonja
Carmen Santonja, née à Madrid le 4 juillet 1934 et morte le 23 juillet 2000, est une peintre espagnole.